# Discrete categorie
In de categorietheorie, een abstract deelgebied van de wiskunde, is een discrete categorie een categorie, waarvan de enige morfismen de identiteitsmorfismen zijn. Het is de eenvoudigste soort van categorie. Specifiek noemt men een categorie {\displaystyle C} discreet als
{\displaystyle \operatorname {hom} _{C}(X,X)=\{\operatorname {id} _{X}\}\quad } voor alle objecten {\displaystyle X}
{\displaystyle \operatorname {hom} _{C}(X,Y)=\emptyset \quad } voor alle objecten {\displaystyle X\neq Y}
het bovenstaande is equivalent aan zeggen dat
{\displaystyle |\operatorname {hom} _{C}(X,Y)|={\begin{cases}1&{\mbox{als }}X=Y\\0&{\mbox{als }}X\neq Y\end{cases}}}
omdat er door axioma's altijd identiteitsmorfismen tussen hetzelfde object zijn gedefinieerd.  
Enige klasse van objecten definieert duidelijk een discrete categorie, wanneer zij wordt uitgebreid met identiteitsafbeeldingen.
Enige deelcategorie van een discrete categorie is opnieuw discreet. Een categorie is ook dan en slechts dan discreet als al haar deelcategorieën volledig zijn.
De limiet van enige functor van een discrete categorie naar een andere categorie wordt een product genoemd, terwijl de colimiet een coproduct wordt genoemd.
- Dit artikel of een eerdere versie ervan is een (gedeeltelijke) vertaling van het artikel Discrete category op de Engelstalige Wikipedia, dat onder de licentie Creative Commons Naamsvermelding/Gelijk delen valt. Zie de bewerkingsgeschiedenis aldaar.